# ヴォルフガング・ワーグナー

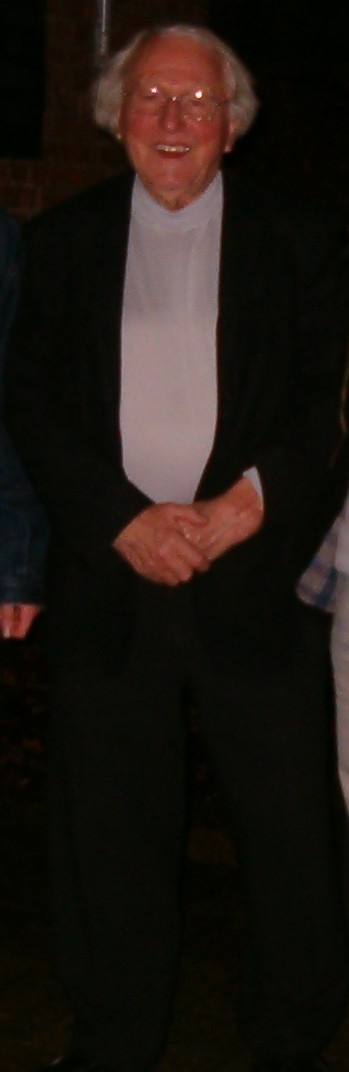
2004年

ヴォルフガング・ワーグナー（Wolfgang Wagner, 1919年8月30日 - 2010年3月21日 ）は、バイロイト祝祭劇場の総監督を務めたドイツの演出家、舞台美術家。
リヒャルト・ワーグナーの孫。

## 経歴・人物
リヒャルト・ワーグナーのひとり息子、ジークフリートとその妻ヴィニフレートの次男としてバイロイトに生まれた。兄ヴィーラントと共に、当時ワーグナー家の邸宅『ヴァーンフリート荘』に出入りしていたアドルフ・ヒトラーにも可愛がられていた。
第二次世界大戦中は、兵役を免除されたヴィーラントとは対照的に従軍し、ポーランド戦線で負傷する。その一方でベルリンの歌劇場で、歌劇制作の現場経験を積んだ。終戦後ナチスへの協力責任を問われた母ヴィニフレートに代わり、1951年に再開されたバイロイト音楽祭をヴィーラントと共に率いていく。ヒトラーと親交はあったものの、ヴォルフガング自身がナチス党員でなかった事実も、戦後バイロイトに相応しい人材として評価される一因となった。
当初から演出を務めるヴィーラントに対し、管理・運営を務めるヴォルフガングという役割分担が定着していた。1953年の『ローエングリン』を皮切りに演出にも参加する。1966年にヴィーラントの急逝後は、総監督として単独で祝祭運営の最高責任者となる。兄の死後も祝祭での舞台演出に携わったが、運営面での責任の増大などから全演目の演出を総括するのは困難となり、ワーグナー家以外から演出家を積極的に招聘する方針へと移行する。アウグスト・エファーディング、ゲッツ・フリードリヒという名だたる演出家を招く一方で、祝祭100周年の1976年には『ニーベルングの指環』の演出に当時オペラ界では無名に近かったパトリス・シェローを抜擢し、衝撃的な成功を収める。
その後もハリー・クプファー、ハイナー・ミュラー、キース・ウォーナーといった先鋭的な演出家と、ピーター・ホール、アルフレート・キルヒナー、ジャン＝ピエール・ポネルといった審美的な舞台作りをする演出家をバランスよく起用した。バイロイト音楽祭特有の事情（オール・ワーグナー・プログラムが鉄則ゆえに、有名作品の繰り返し上演が宿命である）を逆に生かし、斬新で歴史に残る数々の上演を実現させ、「実験工房」としてのバイロイトの地位を確固たるものとし、名舞台の仕掛人として名を馳せた。
一方で兄ヴィーラント亡き後、バイロイト運営権などをめぐって、ヴィーラントの遺族とヴォルフガング一家が互いの取り巻きを交えての内紛を繰り広げた。最終的にヴォルフガングが兄の一族をバイロイト運営から完全に排除して総監督の座を守った。遺恨も残したこれらの“御家騒動”の経緯からワーグナー家による同族運営が少なからぬ批判を招いたことから、1973年にリヒャルト・ワーグナー財団が設立され、バイロイト祝祭歌劇場の所有権と音楽祭の運営は同財団に移管される。
先述のような兄の子孫たちの追放劇や、バイロイト運営に際しては、受け取る公的補助を少額にとどめ、多くの経費はパトロンからの多額の出資金で賄いつつ人事を差配したりと、ヴォルフガングの運営手法には批判も少なくなかった。また、優れたワーグナー指揮者・歌手・演出家が彼の方針と相容れず音楽祭から身を引く例も多く、私物化、商業主義、及びそれらに起因する様々な軋轢など、長期の独裁的な組織運営に伴いがちな問題を抱えていた。
長年独裁的にバイロイト運営を取り仕切ったが、劇場に関して新設備の導入はもちろん、旧設備の管理に対しても細部に至るまで目配りし、音楽祭の出演歌手の選考のため世界中の歌劇場に情報網を構築していた。その他、都合のつく限り各地のワーグナー楽劇公演に足を運び、歌手たちの演唱ぶりを自ら確認して出演者の選考に意を注ぐなど、運営に際しての姿勢は勤勉であったといわれる。
2001年、ヴォルフガングは総監督職からの引退を表明し、後継者としてグドルン夫人を指名する。総監督がワーグナー家の者から優先的に選ばれる慣例が生きているとはいえ、音楽祭運営の財団法人化以後、新たな総監督の就任にはワーグナー財団による認可が不可欠となっており、財団はヴォルフガングの後継者指名を否決、結局ヴォルフガングは引退を撤回して総監督として当面続投する事態となる。
当面の続投とはいえ80歳を過ぎたヴォルフガングの後継者問題はバイロイト運営面でも重要課題であり、財団からの後継者案の否決後、ヴォルフガング自身はカタリーナを後継者に推薦して方針転換、更に財団の推すエーファ、またシュトゥットガルトオペラの支配人クラウス・ツェーラインを協力者に据える兄ヴィーラントの娘ニーケの三者間で後継者をめぐる争いは過熱した。再びの“御家騒動”の様相を呈し、エーファが以前ヴォルフガングに追放されたニーケと組んで、カタリーナと舌戦を繰り広げるなど、かつてのヴィーラント死後の追放劇の際の遺恨も窺わせる事態となる。このような紆余曲折の末、ヴォルフガングは最終的に、自らの子孫に運営を託す形でカタリーナとエーファの共同監督体制への継承を決意、ようやく2008年8月、同年の音楽祭終了後の31日をもって正式に引退する。
カタリーナ・ワーグナーとエーファ・ワーグナー・パスキエの二頭体制はワーグナー財団の認可を受け、2009年から本格化する。
2010年3月21日、ヴォルフガングは逝去した。90歳没。

## 私生活
私生活では1943年に迎えたエレン夫人との間に長女エーファ（1945年生まれ）、長男ゴットフリート（1947年生まれ）をもうけた。
エレン夫人とは1976年に離婚、同年のうちに後妻に迎えたグドルン夫人との間に次女となるカタリーナ（1978年生まれ）が生まれている。

## 演出
彼の演出としての仕事はほとんどバイロイトに限られ、さまよえるオランダ人以降の全てのワーグナー作品の演出を手がけている。
その舞台は兄、ヴィーラントの簡素で抽象的な『新バイロイト様式』の圧倒的な影響の元にありながらも、伝統的で写実的な演出を尊重し、それらの要素を加味しているところに特徴がある。
この折衷的・中道的な手法は保守的なファンを中心に歓迎され、オーソドックスな舞台として評価されてきた。
しかし年を追うごとに無難・凡庸・因習的といった批判に晒されることもまた多くなり、際だって高い評価を獲得するまでにはいたっていない。
最も得意にした演目は『ニュルンベルクのマイスタージンガー』で、1968年の同演目百周年記念公演での演出は好評を博し、
1996年の新演出でも巨大な球面を背景に用い、この球面の色を効果的に変化させるといった独自な試みも行った。
数少ないバイロイト以外での仕事の中には新国立劇場での『ローエングリン』がある。

## 脚註
1. ↑  Former Bayreuth director Wolfgang Wagner dies aged 90 BBC News 2010-3-21